# Vulkaanprincipe
Het vulkaanprincipe of het principe van Sabatier is de activiteit van een katalysator in relatie tot de chemisorptie binnen de heterogene katalyse. De naam van het principe is afgeleid van de vorm van de curve die wordt verkregen wanneer de activiteit en de chemisorptie (of de adsorptiewarmte) tegen elkaar worden uitgezet. Deze heeft namelijk de vorm van een vulkaan.
Bij lage adsorptie van het substraat aan de katalysator zal de reactiviteit laag zijn, omdat de kans dat een reactie dan plaatsvindt simpelweg lager is, aangezien de hoeveelheid substraat die kan reageren kleiner is. Daarnaast (en misschien nog wel belangrijker) is het zo dat door de lage chemisorptie de te verbreken bindingen in het substraat minder makkelijk verbroken worden.
Wanneer de chemisorptie hoog is, zal het substraat sterk gebonden zijn aan de katalysator. Enerzijds zorgt dit ervoor dat de moleculen niet mobiel zijn, en daardoor elkaar niet kunnen vinden, en anderzijds gewoonweg te sterk gebonden zijn om te kunnen reageren. Ook zal het product niet goed kunnen dissociëren van het oppervlak, en daarmee de katalysator vervuilen.